# Pederneira (Nazaré)

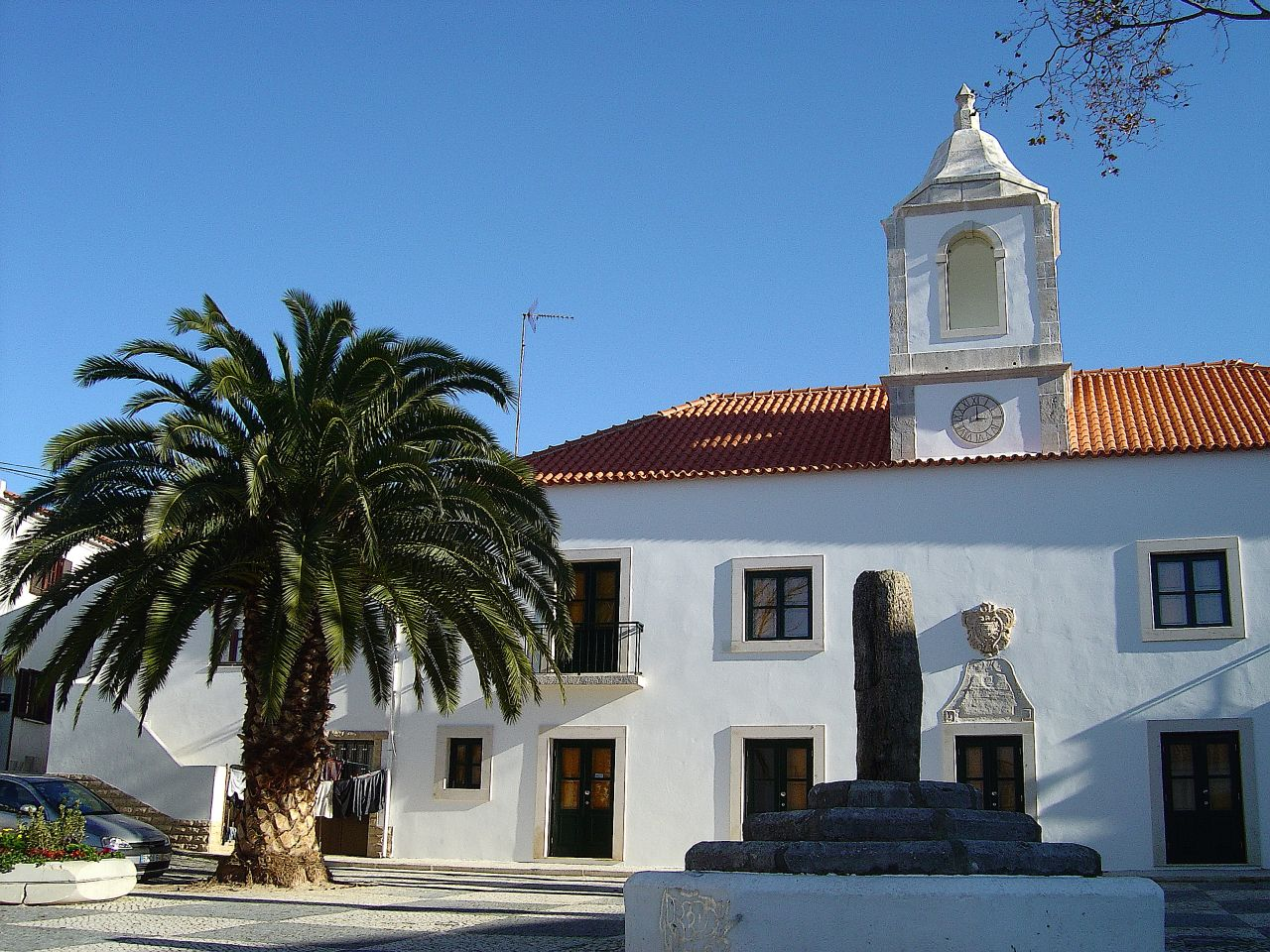
Antiga sede do município da Pederneira e pelourinho

Pederneira é hoje um bairro da vila da Nazaré. Foi sede de um dos concelhos dos coutos de Alcobaça, afirmando alguns historiadores que a povoação é anterior à fundação do mosteiro de Alcobaça. Após a exinção das Ordens Religiosas, em 1834, a Pederneira continuou a ser uma vila sede de concelho homónimo, o qual manteve a denominação até 1912, ano em que esta foi mudada para Nazaré.
A Pederneira, situa-se no cimo de um monte a nascente da Praia da Nazaré, mantendo ainda na sua praça central o edificio dos antigos Paços do Concelho, a Igreja Matriz e o Pelourinho. O lindíssimo cemitério municipal situado no cume do monte, ao lado da igreja da Misericórdia ocupa o local de uma quinta outrora pertença do mosteiro de Alcobaça. Até ao século XVI existiu uma grande extensão de água doce com ligação ao mar, a nascente da vila, a Lagoa da Pederneira o que permitiu a instalação de um importante estaleiro naval onde se utilizavam as madeiras do Real pinhal de Leiria e das matas monásticas de Alcobaça.
O topónimo Pederneira derivará do Petronero latino, inscrito numa carta romana, o qual deriva porventura da existência no local de uma rocha sedimentar, contendo grande quantidade de calhaus rolados de um tipo de rocha chamada pederneira, a qual quando percutida faz faísca. No parque da Pedralva (pedra alva) ou Monte Branco pode ver-se um importante afloramento deste tipo rochoso.

## Igreja da Misericórdia
No Largo da Misericórdia, na Pederneira, situa-se um templo de finais do século XVII, de feição maneirista, classificado como Imóvel de Interesse Público.
Da primitiva Capela da Misericórdia, criada cerca de 1560, para albergar a Irmandade da Misericórdia da Pederneira cuja principal função era administrar o Hospital da Pederneira, quase nada resta pois foi substituída pelo actual templo o qual é caracterizado pela ampla fachada do barroco clássico tardio. O interior é de uma só nave, sem capela-mor, coberta por uma falsa abóbada de madeira, em arco abatido. Preserva do lado da Epístola a tribuna da Irmandade, constituída por cinco colunas jónicas, de fuste canelado que, em grupos de três, sustentam o entablamento clássico de mármore. Do mesmo lado, à entrada, vê-se uma lápide, datada de 1716, com as obrigações dos mesários da Instituição.
As paredes ostentam algumas pinturas em tela, dos séculos XVII e XVIII, destacando-se o “Milagre das Rosas”, que documenta pela indumentária e estilo, a pintura regional de meados do século XVII. Sobre a porta de entrada existe um painel de azulejos policromos figurando N.ª Sra. da Misericórdia, enquadrada em barra tipo padrão, azul e amarela, de composição seiscentista, firmada pelas iniciais F.M.C., relativas, de certo, a Frei Miguel Contreiras. O púlpito merece destaque pelo belo dossel em talha dourada. 
O altar-mor está demarcado do corpo da igreja por dois degraus e por uma balaustrada de madeira. Os altares laterais, em talha dourada, ladeados de colunas estriadas, contêm as imagens do Senhor da Cana Verde, do lado direito, e de Nossa Senhora das Dores, do lado esquerdo.  
Nesta igreja guarda-se, no altar-mor de talha dourada barroca, uma bela imagem do Senhor dos Passos, de grande devoção popular, o qual é celebrado, em procissão, três semanas após o Carnaval. Por baixo deste, um altar de caixa envidraçado conserva uma imagem de Cristo morto.